# Chain-O-Lakes
Chain-O-Lakes es una villa ubicada en el condado de Barry en el estado estadounidense de Misuri. En el Censo de 2010 tenía una población de 126 habitantes y una densidad poblacional de 579,15 personas por km².

## Geografía
Chain-O-Lakes se encuentra ubicada en las coordenadas 36°32′3″N 93°43′27″O / 36.53417, -93.72417. Según la Oficina del Censo de los Estados Unidos, Chain-O-Lakes tiene una superficie total de 0.22 km², de la cual 0.22 km² corresponden a tierra firme y (0%) 0 km² es agua.

## Demografía
Según el censo de 2010, había 126 personas residiendo en Chain-O-Lakes. La densidad de población era de 579,15 hab./km². De los 126 habitantes, Chain-O-Lakes estaba compuesto por el 99.21% blancos, el 0% eran afroamericanos, el 0% eran amerindios, el 0.79% eran asiáticos, el 0% eran isleños del Pacífico, el 0% eran de otras razas y el 0% pertenecían a dos o más razas. Del total de la población el 0% eran hispanos o latinos de cualquier raza.